# Floorball Köniz
Floorball Köniz er en schweizisk floorballklub, som spiller i den bedste schweiziske række, Swiss Mobiliar League. Klubben har hjemme i Liebefeld i Kanton Bern.

## Herreholdet
Klubbens bedste herrehold kvalificerede sig i sæsonen 07/08 til EuroFloorball Cup-kvalifikation 2008 for herrer. I den sæson bestod mandskabet af følgende spillere:

### Målmænd
- 63 Martin Hitz
- 87 Samuel Thut

### Forsvar
- 3 Markus Schweizer
- 8 Kasper Schmocker
- 11 Dieter Zimmermann
- 13 Swen Neyer
- 16 Dominik Albrecht
- 17 Martin Ott
- 25 Samuel Muralt
- 96 Florian Kuchen

### Angreb
- 12 Stefan Kissling
- 15 Samuel Dunkel
- 20 Peter Bigler
- 24 David Blomberg
- 26 Daniel Bill
- 51 Daniel Calebsson
- 52 Philipp Wanner
- 61 Sacha Trüssel
- 66 Daniel Kaeser
- 68 Emanuel Antener
- 86 Samuel Schneiter